# Tanystylum orbiculare
Tanystylum orbiculare là một loài nhện biển trong họ Ammotheidae. Loài này thuộc chi Tanystylum. Tanystylum orbiculare được miêu tả khoa học năm 1878 bởi Wilson.